# مقتل ضاعن (قارة)

تعديل مصدري - تعديل

مقتل ضاعن هي إحدى قرى عزلة قارة بمديرية قارة التابعة لمحافظة حجة، بلغ تعداد سكانها 52 نسمة حسب تعداد اليمن لعام 2004.